# Objaw Jellinka
Objaw Jellinka – wzmożona pigmentacja powiek w przebiegu choroby Gravesa-Basedowa. Objaw opisał w 1904 roku austriacki lekarz Stefan Jellinek.